# Athlītikī Enōsis Kōnstantinoupoleōs (pallanuoto)
L'Athlītikī Enōsis Kōnstantinoupoleōs è la sezione di pallanuoto dell'A.E.K, polisportiva della città di Atene. 
Non vanta al suo attivo risultati di rilievo, ad eccezione di una finale di Coppa di Grecia persa nel 2021 contro l'Olympiakos.